# Ashraf Nu’man
Ashraf Nu'man Al-Fawaghra (arabul: أشرف نعمان الفواغرة; Betlehem, 1986. július 29. –) palesztin labdarúgó, az Al-Faisaly (Harmah) csatára, de a szaúd-arábiai élvonalbeli csapat középpályásként is bevetheti.

## Pályafutása

### A válogatottban
Részt vett a 2010-es Nyugat-ázsiai labdarúgó-bajnokságon, a 2012-es AFC-Kihívás kupa selejtezőjén és a 2014-es világbajnokság selejtezőjén. A 2015-ös Ázsia-kupán a torna gólkirálya lett, 5 mérkőzésen 4 gólt szerzett.
2009 és 2006 között 56 mérkőzésen lépett pályára és 16 gólt szerzett.